# Quammruddin Nagar
Quammruddin Nagar là một thị trấn thống kê (census town) của quận West thuộc bang Delhi, Ấn Độ.

## Nhân khẩu
Theo điều tra dân số năm 2001 của Ấn Độ, Quammruddin Nagar có dân số 10.240 người. Phái nam chiếm 55% tổng số dân và phái nữ chiếm 45%. Quammruddin Nagar có tỷ lệ 67% biết đọc biết viết, cao hơn tỷ lệ trung bình toàn quốc là 59,5%: tỷ lệ cho phái nam là 73%, và tỷ lệ cho phái nữ là 58%. Tại Quammruddin Nagar, 17% dân số nhỏ hơn 6 tuổi.